# Moniteur de ski alpin
Ne doit pas être confondu avec Moniteur de ski nordique.
Le moniteur de ski alpin ou moniteur de ski est, en France, un skieur professionnel qui enseigne, contre rémunération, les techniques du ski alpin ainsi que certains sports de glisse (snowboard par exemple) et encadre, sous certaines conditions, le ski de randonnée. Cette profession est réservée aux titulaires d'un diplôme d'État.

## Généralités
Le moniteur de ski est titulaire d'un diplôme d'État de ski - moniteur de ski alpin, anciennement cursus BEES ski alpin, qui permet d'encadrer la pratique du ski alpin et de ses dérivés durant toute la progression technique du skieur, ainsi que celle du ski de randonnée dans la limite de ses prérogatives.
Sa formation est assurée en France par l'École nationale de ski et d'alpinisme (ENSA) basée à Chamonix. L'ENSA délègue aux directions départementales de la jeunesse et des sports certaines phases de la formation telles que le test technique et l'eurotest.
La durée totale du diplôme est de 4 ans minimum. Dans la plupart des cas, la formation s'étale sur une durée de 5 à 6 ans. Le diplôme est constitué de deux cycles de formation ponctués par différents stages et épreuves de durée variable.

## Formation initiale

### Test technique (un jour)
Slalom spécial de deux manches. Il est possible d'obtenir le test dès la première manche.
Le temps du candidat doit être inférieur ou égal au temps de base majoré de 20 % (hommes) ou 25 % (femmes).
Conditions
- Être âgé de plus de 17 ans.
- Attestation de réussite valable trois ans.

### Cycle préparatoire (deux semaines)
Contenu
Éléments techniques, théoriques, pratiques, pédagogiques et de sécurité nécessaires à la mise en situation pédagogique
Examen d’évaluation
- Épreuve pratique de présentation pédagogique d'une durée de 20 minutes
- Épreuve de démonstration d'une descente technique en ski alpin
- Épreuve de démonstration d'un mouvement de la progression technique
- Évaluation continue, ou note de stage, mettant l'accent sur l'implication et la participation du candidat durant le stage.

La réussite permet la délivrance d’un livret de formation et du premier temps de formation valable trois ans. Il permet l'enseignement de la pratique du ski alpin aux personnes débutantes, classes 1 et 2, enfants comme adultes, en tant que moniteur stagiaire (hors piste exclus).
Conditions
- Être âgé de 18 ans.
- Être titulaire du PSC1.
- Avoir satisfait au Test Technique.

### Stage pédagogique de sensibilisation (25 jours)
Se déroule dans un centre d’enseignement agréé sous la responsabilité d’un conseiller pédagogique. Il fait l’objet d’une convention. Peut se dérouler en une seule fois ou être fractionné. Le stagiaire peut être rémunéré. Sa durée est de 25 jours minimum.

### Épreuve Technique du Common Training Test (CTT) (un jour)
Anciennement appelé «EuroTest», épreuve de slalom géant en ski alpin qui se déroule en deux manches.
Il est possible d'obtenir le test dès la première manche.
Le temps du candidat doit être inférieur ou égal au temps de base majoré de 19 % (homme) ou 25 % (femme).
La réussite permet l'ouverture d'un deuxième temps de formation valable trois ans.

## Premier cycle de formation (ENSA)
Conditions
- Avoir effectué un stage pédagogique de sensibilisation d'une durée de 25 jours minimum
- Eurotest validé depuis moins de 5 ans
- Avoir un livret de formation en cours de validité

Il comprend une unique unité de formation (UF) d'une durée de 4 semaines qui se déroule en période hivernale. A l'issue de ce premier cycle le moniteur stagiaire devient moniteur aspirant.

### U.F. Fondamentaux de l'enseignement du ski alpin (4 semaines)
Apprentissage et acquisition de compétences techniques, pratiques et pédagogiques pour l'enseignement du ski alpin aux classes 2, 3 et potentiellement 4 tel qu'il est défini dans le mémento de l'enseignement français du ski alpin. Approche de différents thèmes comme la sécurité en hors-piste et la nivologie.
Évaluation (selon deux groupes d'épreuves)
- Premier groupe
  - Épreuve de descente libre en toute neige tout terrain (coef 1)
  - Épreuve de démonstration du virage moniteur, virage expert de classe 4 (coef 1)
  - Épreuve de démonstration technique de deux mouvements de classes 2, 3 ou 4 (coef 1)
- Deuxième groupe
  - Épreuve de démonstration  de l'évolution pédagogique d'un élément de classe 2, 3 ou 4, d'une durée de 20 minutes (coef 2)
  - Évaluation continue comprenant une note de stage et une épreuve écrite portant sur les cours théoriques suivis lors des quatre semaines de stage (coef 1)

La réussite permet l'ouverture d'un troisième temps de formation valable quatre ans.

## Deuxième cycle de formation (ENSA)
Le deuxième cycle de formation comprend quatre différents stages d'une durée totale de 6 semaines. Le stage pédagogique d'application dans un centre d'enseignement agréé ne fait pas partie à proprement parler de la formation du diplôme mais il est nécessaire pour continuer.
- UF Pratiques compétitives (1 semaine)
- Formation générale commune aux métiers d'enseignement, d'encadrement et d'entrainement des sports de montagne, appelé aussi tronc commun (une semaine)
- UF maîtrise technique et pédagogique de l'enseignement du ski alpin, maîtrise technique en sécurité des activités dérivées dont le snowboard, appelé UF maîtrise (deux semaines)
- UF approfondissement de la sécurité sur pistes, hors pistes et milieu montagnard enneigé, incluant le test eurosécurité, appelé UF eurosécurite (deux semaines)

### Stage pédagogique d'application (25 jours)
Se déroule dans un centre d’enseignement agréé sous la responsabilité d’un conseiller de stage. Il fait l’objet d’une convention. Se déroule en une seule fois ou peut être fractionné. Le stagiaire peut-être rémunéré. Sa durée est de 25 jours minimum.

### UF Pratiques compétitives (1 semaine)
UF organisée par la FFS. Découverte et apprentissage de l'organisation du cadre général de la FFS et des fondements théoriques de la pratique compétitive (règlements, tracés).
L'UF est validée par une évaluation continue portant sur les connaissances acquises et l'implication du candidat durant[Quoi ?]

### Formation générale commune aux métiers d'enseignement, d'encadrement et d'entrainement des sports de montagne (35h)
Partie théorique de la formation aux BEES de degré 1 ou formation commune générale aux métiers de la montagne, appelée aussi tronc commun qui peut être général ou montagne. Validée par une épreuve écrite de 3 h.

### UF Maîtrise (deux semaines)
Conditions
- Posséder le tronc commun
- Avoir effectué un stage d'application d'une durée minimum de 25 jours.

Contenu
Apprentissage et acquisition des éléments techniques et pédagogiques nécessaires à la progression de l'ensemble des classes définies dans le mémento de l'enseignement du ski français. Cette UF met aussi l'accent sur l'évolution en toute sécurité des disciplines dérivées du ski alpin comme le snowboard ou encore l'enseignement à tout type de public.
Évaluation
- Démonstration de conduite d'une séance pédagogique en ski alpin (coef 4)
- Démonstration technique sur un tracé type slalom (coef 1)
- Démonstration technique de snowboard sur un parcours matérialisé et chronométré (coef 1)
- Évaluation continue tout au long du stage (coef 1)

### UF Eurosécurité (2 semaines)
Condition
- Avoir effectué au minimum six sorties de ski ou snowboard hors-piste, dont au moins deux randonnées à ski. Chaque sortie doit présenter un dénivelé négatif d'au moins 1000 mètres et un dénivelé positif d'au moins 600 mètres dans le cas des randonnées à ski.

Contenu
- Sécurité hors piste et milieu montagnard (organisée en période hivernale uniquement).
- Apprentissage de l'enseignement pédagogique pour la pratique du ski en hors piste et la gestion de groupes de skieurs en hors piste.

Évaluation
- Épreuve de recherche de victimes en avalanche à l'aide d'un DVA (Appareil de recherche de victimes d'avalanche) dans un temps imparti. L'épreuve consiste à trouver deux sacs cachés sous 80cm à 1m de neige dans une zone de 2500m2 en un temps inférieur à 8 minutes. Toute note inférieure à 10/20 (note correspondant à 8 minutes) est éliminatoire.

- Épreuve orale de passage d'un message d'alerte (noté sur 20, toute note inférieur à 10/20 est éliminatoire).
- Épreuve orale d'analyse du risque d'avalanche et du manteau neigeux (noté sur 20, toute note inférieure à 10/20 est éliminatoire).
- Épreuve de conduite de groupe en ski hors-piste.
- Épreuve orale de sécurité dite "questions européennes". Ces questions portent sur la cartographie, la nivologie, la météorologie et le secourisme.
- Évaluation continue pendant le stage, portant sur les connaissances du skieur en termes de conduite de groupe, de gestion des risques et de préparation d'itinéraires.
- Soutenance d'un dossier présentant en détail un massif de montagne, ainsi que la préparation et la réalisation des six sorties de ski ou snowboard hors-piste.

## Statut
Souvent travailleur indépendant, le moniteur de ski diplômé d'État a la possibilité d'exercer :
- soit de manière indépendante ;
- soit dans le cadre d'une école de ski comme l'École du ski français (ESF) ;
- soit dans une école concurrente, comme l'École de ski internationale (ESI) ;
- soit comme salarié dans un organisme comme l'Union nationale des centres sportifs de plein air (UCPA).